# Dirty Computer
Dirty Computer là album phòng thu thứ ba của ca sĩ người Mỹ Janelle Monáe, được phát hành vào ngày 27 tháng 4 năm 2018 bởi Wondaland Arts Society, Bad Boy Records và Atlantic Records. Đây là phần tiếp theo của album phòng thu của cô The ArchAndroid (2010) và The Electric Lady (2013) và album đầu tiên của cô không phải là một phần trong câu chuyện về câu chuyện về câu chuyện về nhân vật của Cindi Mayweather. Album chủ đề được đi trước bởi ba đĩa đơn, "Make Me Feel", "Django Jane" và "Pynk", và một đĩa đơn quảng cáo, "I Like That", và phát hành cùng với một dự án phim tự sự dài 46 phút của cùng tên.